# Mota

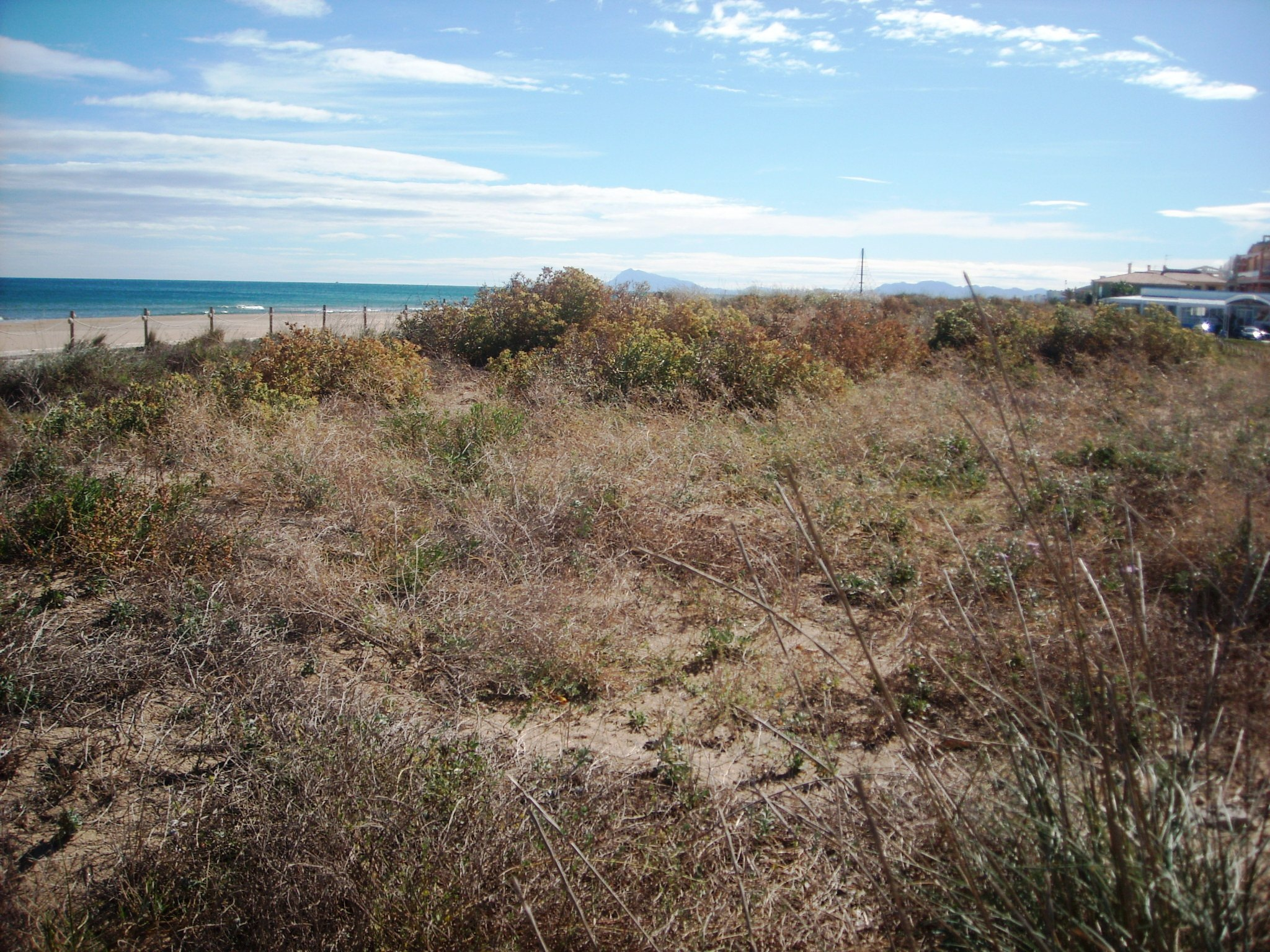
Mota del sector central de la Platja de Xeraco. Vista cap al migjorn.

Una mota és un cordó litoral dunar a algunes poblacions costaneres de la Safor. Són el resultat de la modificació antròpica del cordó d'arena, amb la consegüent degradació de la flora i la fauna típics. Tradicionalment les motes servien com a barrera per protegir les terres de conreu en què s'havien transformat els cordons dunars.
La mota, podia tindre des de dos fins a quatre metres d'alçada. Aquesta alçària s'aconseguia amuntegant arena de les dues bandes, la banda de la platja i la banda de la terra de conreu.
Molt sovint, la mota es fixava complementant la vegetació espontània amb espècies importades, com la canya de Sant Joan, en forma de canyars al vessant interior de la mota.

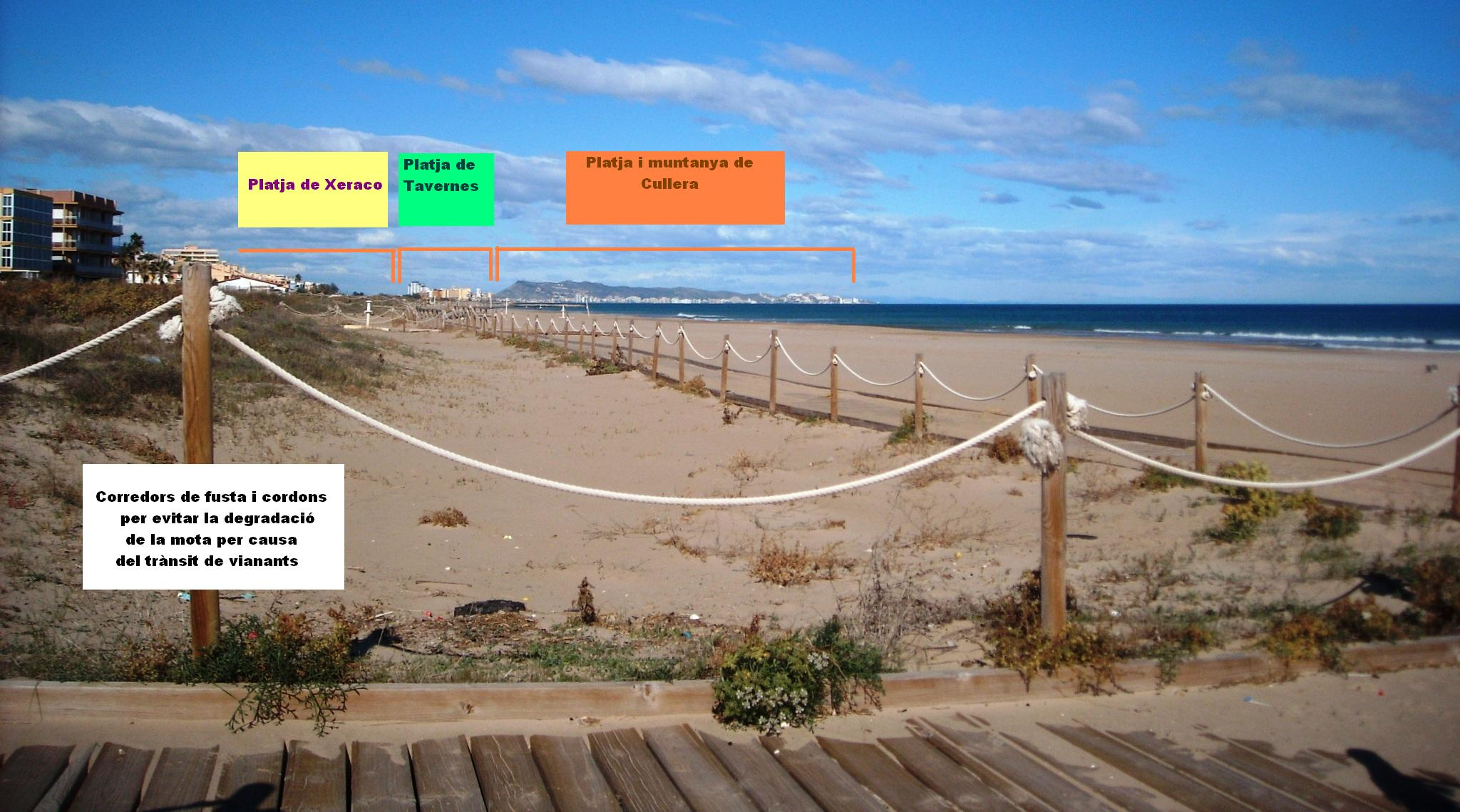
Mota del sector central de la Platja de Xeraco. Vista cap a tramuntana.

Durant la dècada del 1960 que va encetar la urbanització de les platges saforenques, es va començar a construir casetes, viles i xalets permanents -no desmuntables- justament arran de mota. La inexistència o no aplicació de legislació permeté la desaparició de part de les motes.
Actualment, algunes platges o sectors de platja tenen projectes de regeneració, o simplement d'aturada de la degradació que pateixen les motes. La platja de Xeraco n'és un exemple. La platja de L'Ahuir té un cordó de gran amplària. La banda sud de la platja de Tavernes conserva motes d'ús agrícola.